# 第74回英国アカデミー賞
第74回英国アカデミー賞（だい74かいえいこくアカデミーしょう）は、2020年及び2021年初頭にイギリスで上映された映画を対象にした賞であり、2021年4月10日、11日にロンドンのロイヤル・アルバート・ホールで授賞式が行われた。

## 受賞とノミネート
ノミネートは2021年3月9日に発表された。太字が受賞。

### フェローシップ賞
- アン・リー

### 功労賞
- ノエル・クラーク

| 作品賞 | 監督賞 |
| --- | --- |
| - 『ノマドランド』 - 『ファーザー』 - 『モーリタニアン 黒塗りの記録』 - 『プロミシング・ヤング・ウーマン』 - 『シカゴ7裁判』 | - クロエ・ジャオ - 『ノマドランド』 - ヤスミラ・ジュバニッチ - 『アイダよ、何処へ?』 - リー・アイザック・チョン - 『ミナリ』 - サラ・ガヴロン - Rocks - シャノン・マーフィー - 『ベイビーティース』 - トマス・ヴィンターベア - 『アナザーラウンド』                                            |
| 主演男優賞 | 主演女優賞 |
| - アンソニー・ホプキンス - 『ファーザー』 - アダーシュ・ゴーラヴ - 『ザ・ホワイトタイガー』 - チャドウィック・ボーズマン - 『マ・レイニーのブラックボトム』 - マッツ・ミケルセン - 『アナザーラウンド』 - リズ・アーメッド - 『サウンド・オブ・メタル -聞こえるということ-』 - タハール・ラヒム - 『モーリタニアン 黒塗りの記録』 | - フランシス・マクドーマンド - 『ノマドランド』 - アルフレ・ウッダード - 『クレメンシー』 - ブッキー・バックレイ - Rocks - ラダ・ブランク - 『40歳の解釈: ラダの場合』 - ヴァネッサ・カービー - 『私というパズル』 - ウンミ・モサク - 『獣の棲む家』                                           |
| 助演男優賞 | 助演女優賞 |
| - ダニエル・カルーヤ - 『ユダ&ブラック・メシア』 - アラン・キム - 『ミナリ』 - バリー・コーガン - Calm with Horses - クラーク・ピータース - 『ザ・ファイブ・ブラッズ』 - レスリー・オドム・Jr - 『あの夜、マイアミで』 - ポール・レイシー - 『サウンド・オブ・メタル -聞こえるということ-』                                       | - ユン・ヨジョン - 『ミナリ』 - アシュリー・マデクウェ - County Lines - ドミニク・フィッシュバック - 『ユダ&ブラック・メシア』 - コサル・アリ - Rocks - マリア・バカローヴァ - 『続・ボラット 栄光ナル国家だったカザフスタンのためのアメリカ貢ぎ物計画』 - ニアム・アルガー - Calm with Horses |
| オリジナル脚本賞 | 脚色賞 |
| - エメラルド・フェネル - 『プロミシング・ヤング・ウーマン』 - トビアス・リンホルム、トマス・ヴィンターベア - 『アナザーラウンド』 - ジャック・フィンチャー - 『Mank/マンク』 - テレサ・イココ、クレア・ウィルソン - Rocks - アーロン・ソーキン - 『シカゴ7裁判』                                                                  | - クリストファー・ハンプトン、フローリアン・ゼレール - 『ファーザー』 - モイラ・バフィーニ - 『時の面影』 - M・B・トラーヴェン、ローリー・ヘインズ、ソフラブ・ノシルヴァン - 『モーリタニアン 黒塗りの記録』 - クロエ・ジャオ - 『ノマドランド』 - ラミン・バーラニ - 『ザ・ホワイトタイガー』 |
| 短編アニメ映画賞 | 短編映画賞 |
| - The Owl and the Pussycat - The Fire Next Time - The Song of a Lost Boy | - 『プレゼント』 - Eyelash - Lizard - Lucky Break - Miss Curvy |
| アニメ映画賞 | ドキュメンタリー賞 |
| - 『ソウルフル・ワールド』 - 『2分の1の魔法』 - 『ウルフウォーカー』 | - 『オクトパスの神秘: 海の賢者は語る』 - 『コレクティブ 国家の嘘』 - 『デヴィッド・アッテンボロー: 地球に暮らす生命』 - The Dissident - 『監視資本主義: デジタル社会がもたらす光と影』 |
| 非英語作品賞 | キャスティング賞 |
| - 『アナザーラウンド』 - 『親愛なる同志たちへ』 - 『レ・ミゼラブル』 - 『ミナリ』 - 『アイダよ、何処へ?』 | - Rocks - Calm with Horses - 『ユダ&ブラック・メシア』 - 『ミナリ』 - 『プロミシング・ヤング・ウーマン』 |
| 撮影賞 | 衣裳デザイン賞 |
| - ジョシュア・ジェームス・リチャーズ - 『ノマドランド』 - ショーン・ボビット - 『ユダ&ブラック・メシア』 - エリック・メッサーシュミット - 『Mank/マンク』 - アルウィン・H・カックラー - 『モーリタニアン 黒塗りの記録』 - ダリウス・ウォルスキー - 『この茫漠たる荒野で』                                                         | - 『マ・レイニーのブラックボトム』 - 『アンモナイトの目覚め』 - 『時の面影』 - 『EMMA エマ』 - 『Mank/マンク』 |
| 編集賞 | メイクアップ&ヘア賞 |
| - 『サウンド・オブ・メタル -聞こえるということ-』 - 『ファーザー』 - 『ノマドランド』 - 『プロミシング・ヤング・ウーマン』 - 『シカゴ7裁判』 | - 『マ・レイニーのブラックボトム』 - 『時の面影』 - 『ヒルビリー・エレジー 郷愁の哀歌』 - 『Mank/マンク』 - 『ほんとうのピノッキオ』 |
| 作曲賞 | プロダクションデザイン賞 |
| - 『ソウルフル・ワールド』 - 『Mank/マンク』 - 『ミナリ』 - 『この茫漠たる荒野で』 - 『プロミシング・ヤング・ウーマン』 | - 『Mank/マンク』 - 『時の面影』 - 『ファーザー』 - 『この茫漠たる荒野で』 - 『レベッカ』 |
| 音響賞 | 視覚効果賞 |
| - 『サウンド・オブ・メタル -聞こえるということ-』 - 『グレイハウンド』 - 『この茫漠たる荒野で』 - 『ノマドランド』 - 『ソウルフル・ワールド』 | - 『TENET テネット』 - 『グレイハウンド』 - 『ミッドナイト・スカイ』 - 『ムーラン』 - 『ゴリラのアイヴァン』 |
| 英国作品賞 | 新人賞 |
| - 『プロミシング・ヤング・ウーマン』 - Calm with Horses - 『時の面影』 - 『ファーザー』 - 『獣の棲む家』 - Limbo - 『モーリタニアン 黒塗りの記録』 - Mogul Mowgli - Rocks - 『セイント・モード』 | - レミ・ウィークス - 『獣の棲む家』 - ベン・シャーロック、イルーン・グルトゥバイ - Limbo - ジャック・シディ - Moffie - テレサ・イココ - Rocks - ローズ・グラス、オリヴァー・カスマン - 『セイント・モード』                                                                                    |
| EEライジング・スター賞 | |
| - ブッキー・バックレイ - コンラッド・カーン - キングズリー・ベン＝アディル - モーフィッド・クラーク - ソープ・ディリス | |

## 複数部門でのノミネート・受賞
| ノミネート数 | 作品                                            |
| ------------ | ----------------------------------------------- |
| 7            | 『ノマドランド』                                |
| 7            | Rocks                                           |
| 6            | 『ファーザー』                                  |
| 6            | 『Mank/マンク』                                 |
| 6            | 『ミナリ』                                      |
| 6            | 『プロミシング・ヤング・ウーマン』              |
| 5            | 『時の面影』                                    |
| 5            | 『モーリタニアン 黒塗りの記録』                 |
| 4            | 『アナザーラウンド』                            |
| 4            | Calm with Horses                                |
| 4            | 『ユダ&ブラック・メシア』                       |
| 4            | 『この茫漠たる荒野で』                          |
| 4            | 『サウンド・オブ・メタル -聞こえるということ-』 |
| 3            | 『獣の棲む家』                                  |
| 3            | 『マ・レイニーのブラックボトム』                |
| 3            | 『ソウルフル・ワールド』                        |
| 3            | 『シカゴ7裁判』                                 |
| 2            | 『グレイハウンド』                              |
| 2            | Limbo                                           |
| 2            | 『アイダよ、何処へ?』                           |
| 2            | 『セイント・モード』                            |
| 2            | 『ザ・ホワイトタイガー』                        |

| 受賞数 | 作品                                            |
| ------ | ----------------------------------------------- |
| 4      | 『ノマドランド』                                |
| 2      | 『ファーザー』                                  |
| 2      | 『マ・レイニーのブラックボトム』                |
| 2      | 『プロミシング・ヤング・ウーマン』              |
| 2      | 『ソウルフル・ワールド』                        |
| 2      | 『サウンド・オブ・メタル -聞こえるということ-』 |